# باشگاه فوتبال انشائات‌چی باکو
باشگاه فوتبال انشائات‌چی باکو (به لاتین: İnşaatçı Baku FK) یک باشگاه و تیم فوتبال پیشین در جمهوری آذربایجان است که در شهر باکو فعالیت داشت.